# Asociación de Fútbol de Hong Kong

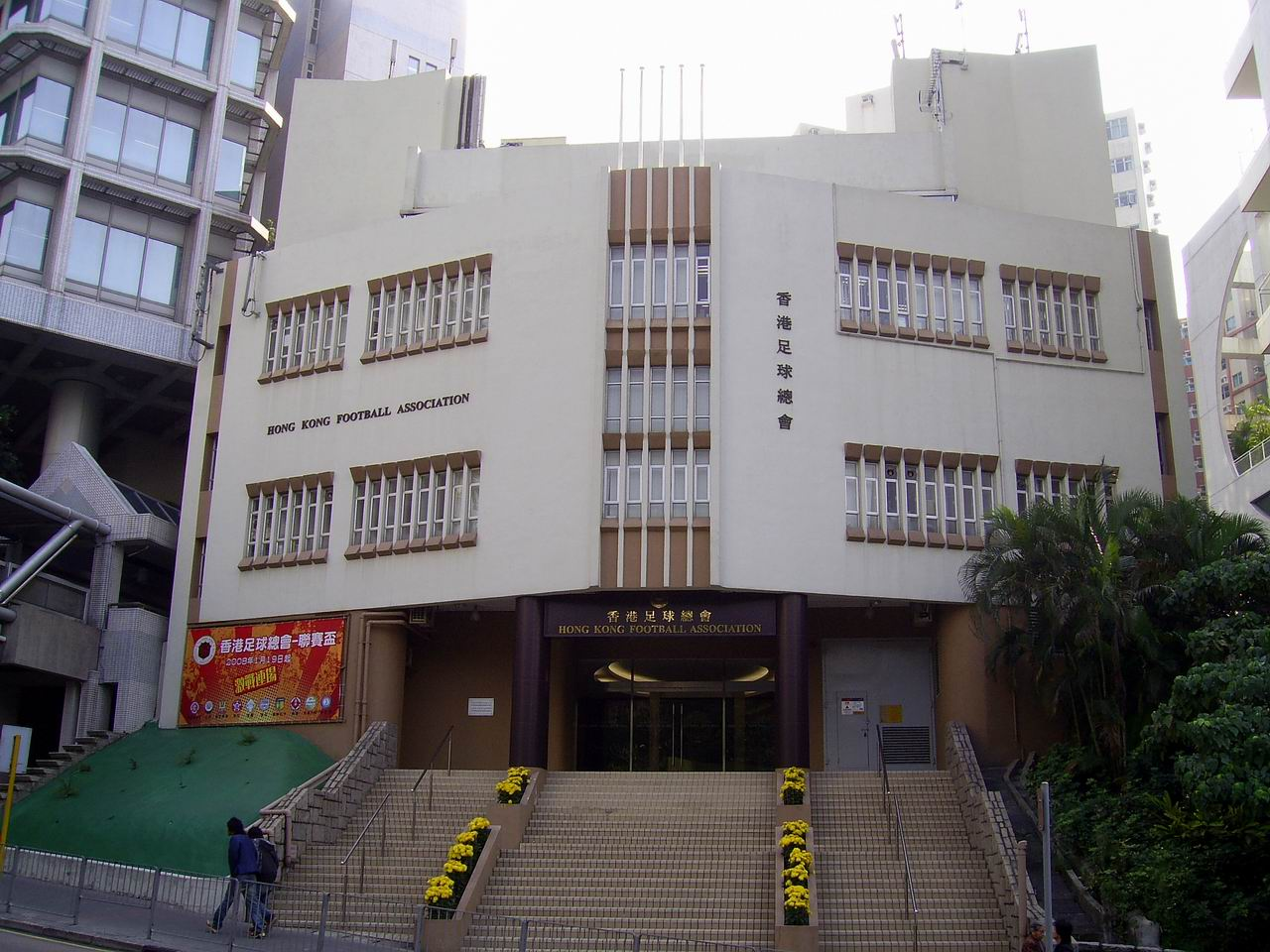
Sede de la federación en Ho Man Tin.

La Asociación de fútbol de Hong Kong (HKFA, chino: 香港足球總會) es el organismo rector del fútbol en Hong Kong, con sede en Ho Man Tin. Fue fundada en 1909 y desde 1954 es miembro de la FIFA y la AFC. Organiza el campeonato de Liga y de Copa de Hong Kong, así como los partidos de la selección nacional en sus distintas categorías.